# Castello di Leeds
Il castello di Leeds (in inglese: Leeds Castle) è un castello inglese in stile medievale e rinascimentale, costruito tra il XII e il XVI secolo su due isolotti in un laghetto artificiale (formato dallo sbarramento del fiume Len) nel villaggio di Leeds, località del Kent (Inghilterra sud-orientale) situata nei dintorni di Maidstone e facente parte del borough omonimo.
Definito da molti "il più bel (o il più romantico) castello dell'Inghilterra", se non addirittura "il più bel castello del mondo" (definizione che si deve, tra l'altro, a Lord Conway) e soprannominato "Ladies' Castle" o "Lady's Castle" per essere storicamente legato a figure femminili, venne costruito nel 1119 dai Normanni e fu residenza reale per quasi tre secoli, dal 1278 fino al 1552 (epoca dei Tudor), oltre che prigione (specie durante le Guerre napoleoniche, ma non solo) e guarnigione e "teatro" di numerosi scontri per la lotta alla successione al trono d'Inghilterra. 

Ospitò varie regine (come Eleonora di Castiglia, Isabella di Castiglia, Giovanna I di Navarra, Caterina di Valois, Caterina d'Aragona, ecc.), in particolare durante la vedovanza o i divorzi, e tra i suoi frequentatori più famosi annovera anche re Enrico VIII, del quale è stato eretto un busto a grandezza naturale in loco.
Oltre che della famiglia reale, fu di proprietà delle famiglie Fairfax, Culpepper e Wykeham Martins.

L'ultima sua proprietaria fu un'ereditiera anglo-statunitense conosciuta come Lady Baillie, che vi visse fino alla sua morte, avvenuta nel 1974.
Attualmente amministrato dalla Leeds Castle Foundation, è aperto al pubblico dal 1976 e viene anche utilizzato per conferenze, ricevimenti, concerti, banchetti, matrimoni, ecc.

## Ubicazione
Il castello è ubicato a ca. 4 miglia (6,5 km) a sud di Maidstone.

## Caratteristiche

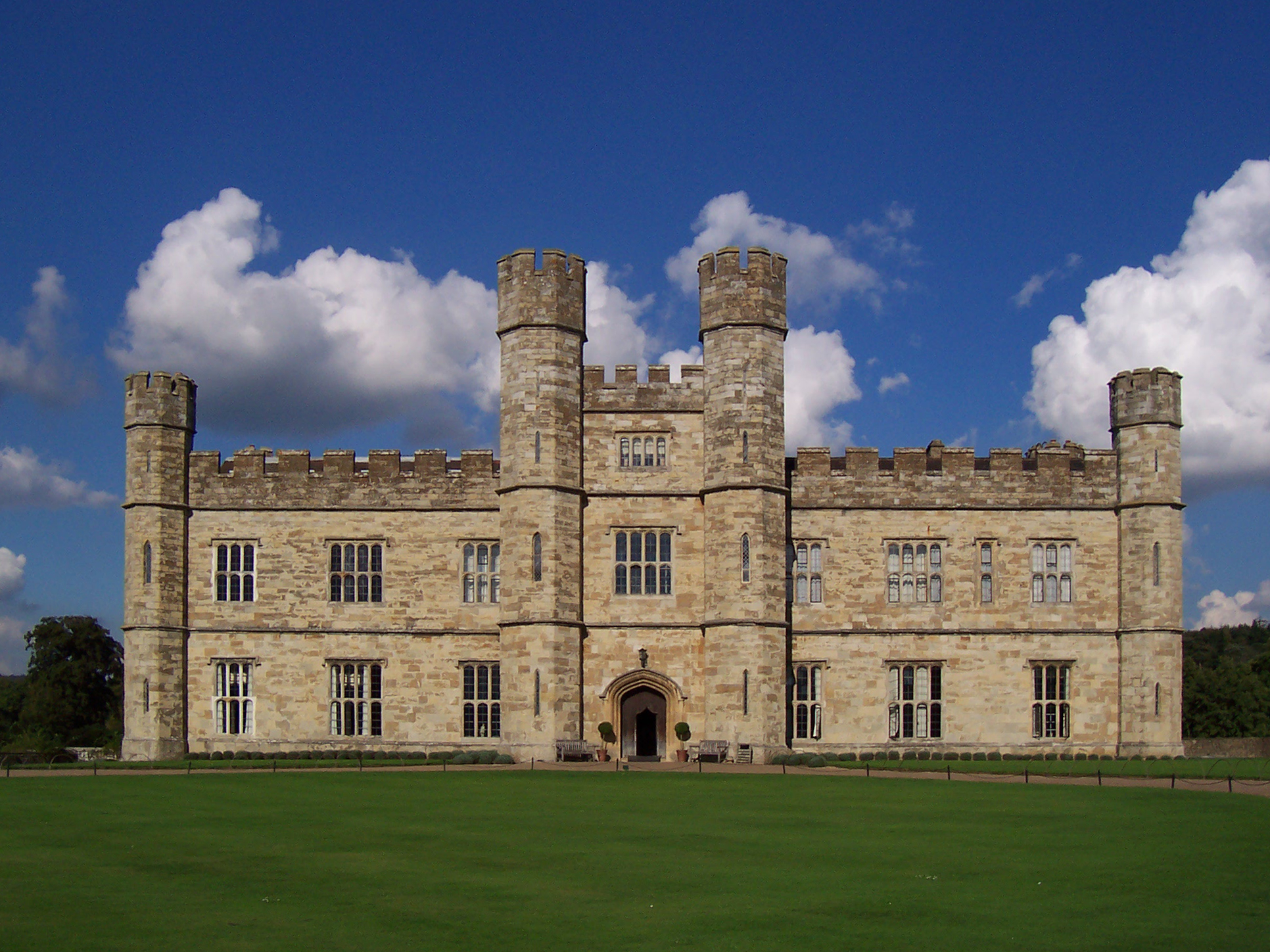
Facciata principale del castello

Il castello di Leeds, che occupa una superficie di circa 500 acri, ha prevalentemente l'aspetto di un maniero e palazzo reale, ma con alcune parti (come il ponte levatoio e il barbacane), che richiamano ad una fortezza medievale. Le mura di cinta misurano 15 piedi in altezza.
Il castello è circondato da un grande parco, dove una delle principali attrazioni è il labirinto.
Gli interni sono riccamente arredati da mobilia in stile medievale, ceramiche, ecc. ed abbelliti da dipinti di Cranach il Giovane, Giovan Battista Tiepolo, ecc.

## Storia

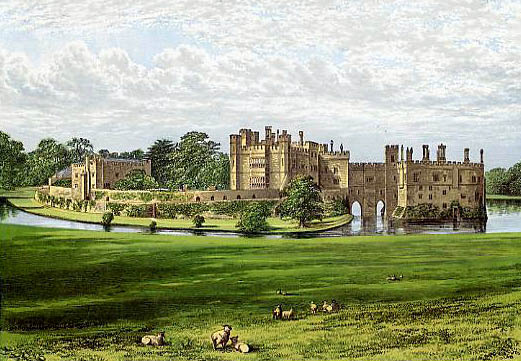
Dipinto raffigurante il castello di Leeds

### Gli inizi
Il castello vide la propria nascita nel 1119 per volere di un nobile normanno, Robert de Crèvecœur, che costruì un mastio per difendersi dagli attacchi degli Inglesi dopo l'invasione da parte del suo popolo.

Il nuovo castello in pietra rimpiazzò un maniero in legno chiamato "Esledes", che fu fatto costruire nell'857 per volere del re sassone Ethelbert IV (che regnò tra l'856 e l'860) e di cui troviamo menzione anche nel Domesday Book (il libro fatto redigere da Guglielmo il Conquistatore nel 1086 e che contiene la lista di tutti i castelli dell'Inghilterra). Quel castello era amministrato dal primo ministro Ledian, da cui probabilmente il castello stesso prende il nome.
Sempre nella prima metà del XII secolo, il castello di Leeds fu di proprietà di Robert, Signore del Gloucester. A questi venne strappato nel 1139 dal re Stefano, dopo un assedio in seno alle lotte di successione al trono d'Inghilterra, rivendicato dalla sorella di Robert, l'imperatrice Matilda, e dal cugino di quest'ultima, il conte di Blois.

### XIII - XIV secolo
Nel 1278, il castello fu ceduto da un cortigiano a re Edoardo I, che andò ad abitarvi insieme alla moglie Eleonora di Castiglia, diventando così residenza ufficiale dei reali d'Inghilterra.

Sotto il regno di Edoardo I, il castello venne notevolmente ampliato e in gran parte ricostruito: risalgono a questo periodo il barbacane e la muraglia che circonda il più grande dei due isolotti su cui si erge l'edificio e gli ampliamenti fatti al fossato.
Nel 1327, il castello, venne ereditato da Isabella di Castiglia, dopo l'assassinio del consorte, re Edoardo II.

### XVI secolo
Durante il regno di Enrico VIII, il castello fu notevolmente rinnovato, come regalo del regnante alla moglie Caterina d'Aragona, ed assunse in gran parte l'aspetto di una residenza reale, pur mantenendo alcune caratteristiche difensive per i timori di invasione da parte dei Francesi e degli Spagnoli. A questo periodo, risalgono ad esempio le finestre, in stile Tudor, del castello.
Nel castello, lo stesso Enrico VIII vi trovò rifugio durante un'epidemia di peste che colpì Londra e una delle sue mogli, Anna Bolena dopo il divorzio dal re.

In seguito, durante le lotte di successione al trono, vi fu fatta temporaneamente imprigionare la figlia dei due (già dichiarata illegittima dal padre Enrico VIII dopo il matrimonio di quest'ultimo con Anna Bolena), prima che potesse riprendersi la corona.
Nel 1552, il castello fu regalato da re Edoardo VI ad un suo cortigiano e deputato in Irlanda, Sir Anthony St Ledger come premio per i suoi servigi in seno all'opera di pacificazione degli Irlandesi e il Leeds Castle cessò così di appartenere nelle mani della corona.

### XVII - XIX secolo
Il castello passò in seguito nelle mani della famiglie Smyth, e da questa a quelle della famiglia Culpeper (1632).

Nel corso del XVII secolo, il castello servì principalmente come arsenale e prigione, prigione dove trovarono posto i nemici Francesi e Olandesi.
Dai Culpeper il castello passò dapprima nelle mani dei Lord Farfaix, quindi della famiglia Wikeham Martins, dai quali fu ereditato nel 1821.

### XX secolo
Nel 1926, i Wikeham Martins, in bancarotta, vendettero il castello ad Olive Wilson Filmer, in seguito nota come Lady Baillie, un'ereditiera statunitense, che se lo aggiudicò per la cifra di 873 000 dollari, battendo la concorrenza dell'editore Randolph Hearst.
Lady Baillie fece riccamente arredare gli interni dal decoratore parigino Stéphane Boudin con ceramiche, dipinti, ecc.: tale opera di ristrutturazione durò 30 anni.

Con lei, il castello vide la frequentazione di star di Hollywood quali Charlie Chaplin, Erold Flynn e James Stewart. Nel corso della seconda guerra mondiale vi ebbero inoltre luogo anche degli importanti incontri, tra cui quello fra il maresciallo Montgomery e Sir Bertram Ramsay.
Dopo la morte di Lady Baillie, avvenuta nel 1974, il castello venne lasciato in eredità ad un'associazione, la Leeds Castle Foundation, voluta dalla stessa Lady Baillie per il mantenimento dell'edificio e dei giardini. La fondazione aprì quindi il castello al pubblico nel 1976.
Il 17 luglio del 1978, il castello di Leeds ospitò uno storico incontro tra il presidente egiziano Anwar Sadat e il ministro degli esteri israeliano Moshe Dayan.

## Punti d'interesse

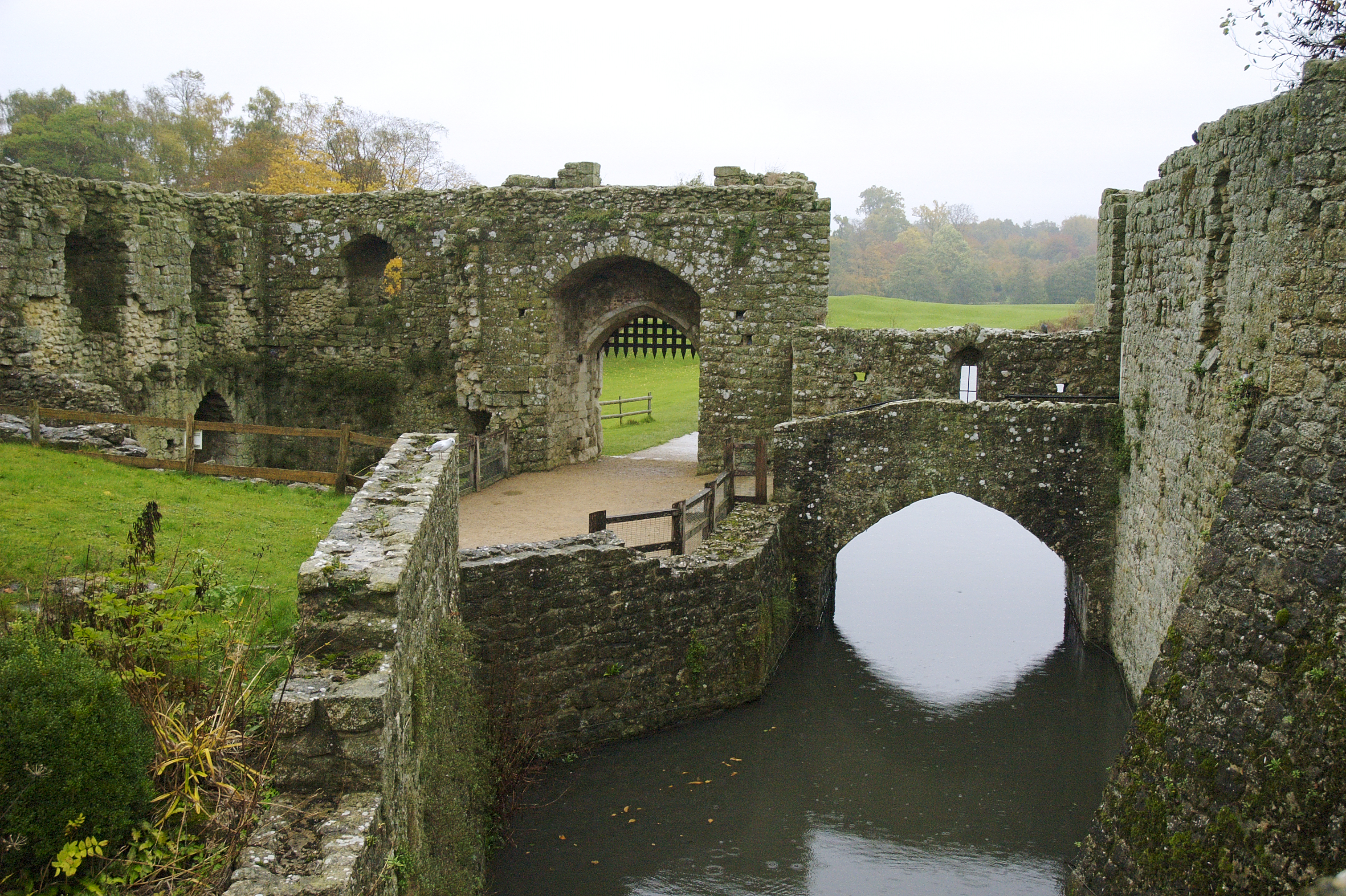
Fossato del castello

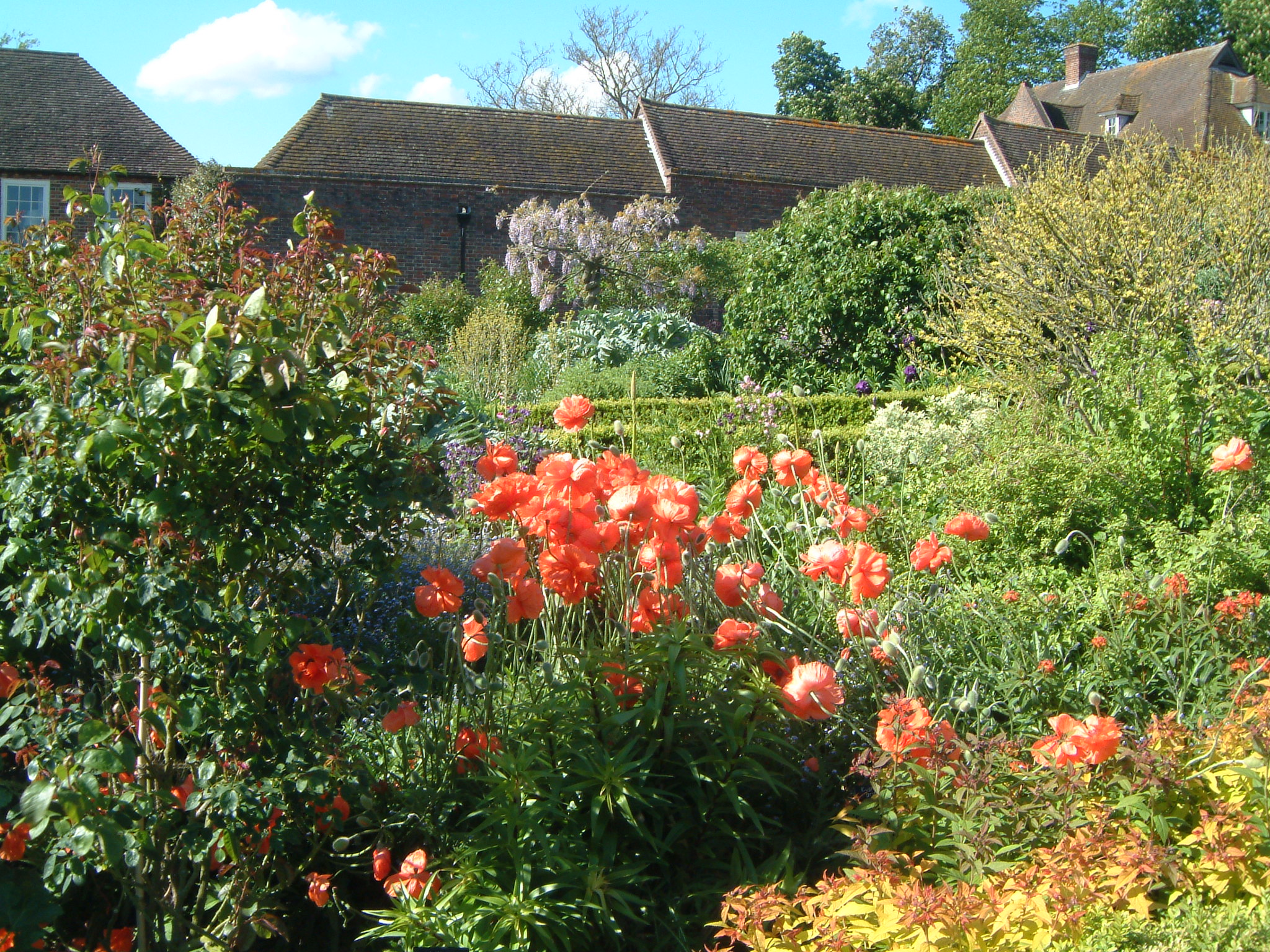
Giardini esterni

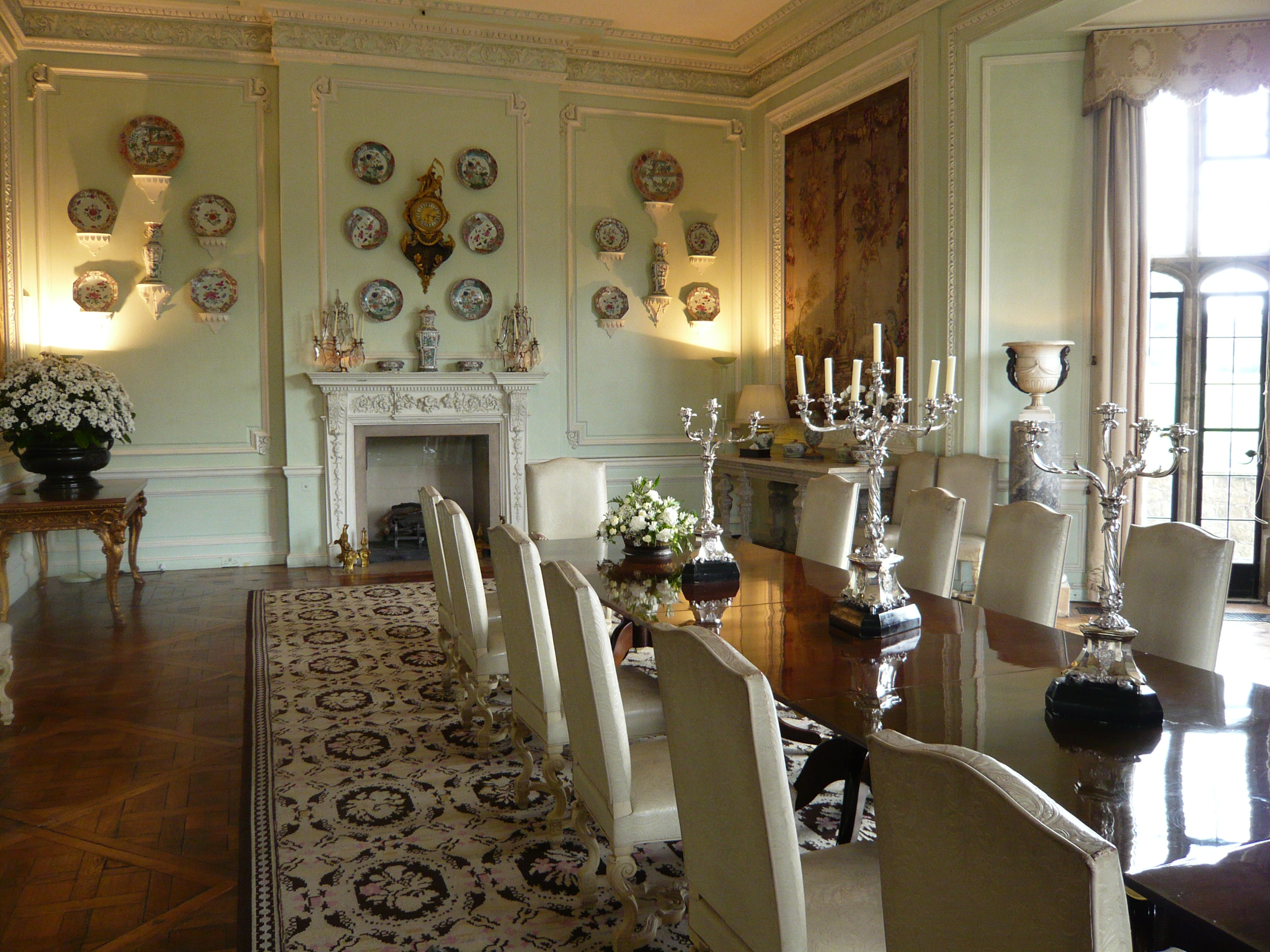
Una stanza del castello

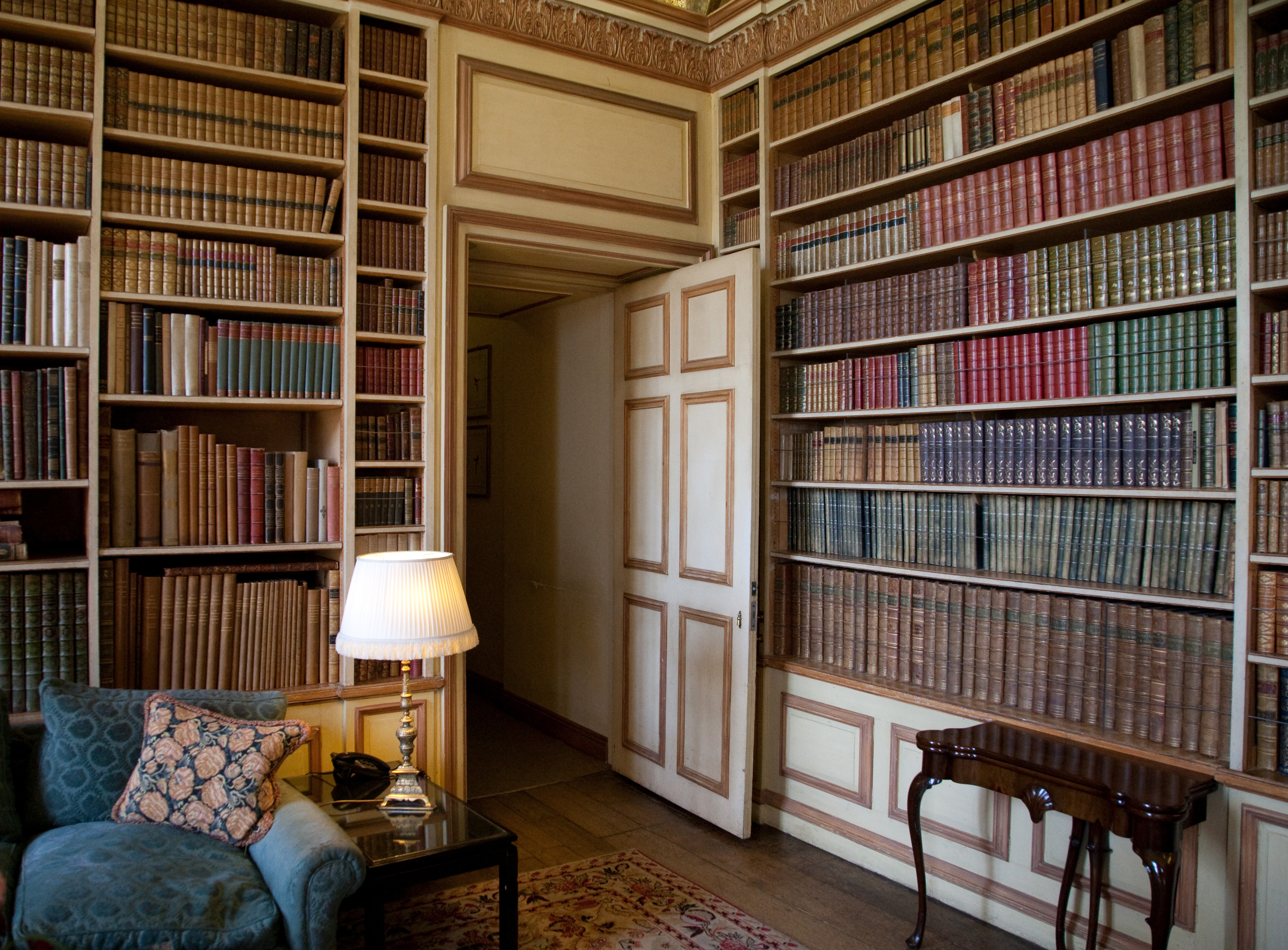
La sala di lettura

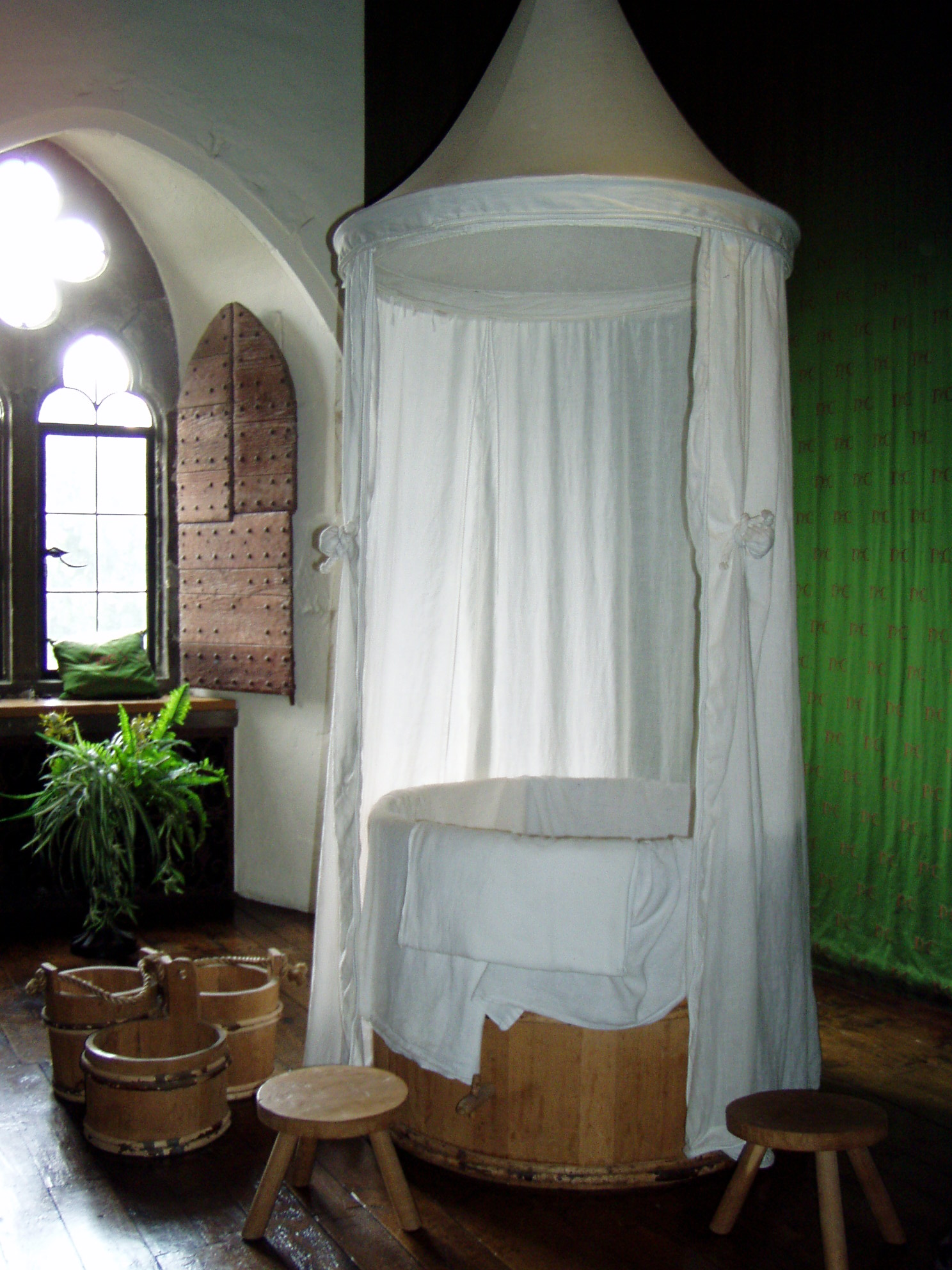
Bagno

### Esterni dell'edificio

#### Gate Tower
La "Gate Tower" è la torre d'ingresso al castello.

#### Gloriette
"Gloriette" è il nome della torre residenziale dove sono sistemati gli appartamenti reali, nonché la parte più antica dell'edificio attuale.

Fu fatta erigere nel 1278 nell'isola più piccola, dove si trovava l'antico mastio, da Edoardo I e dedicata alla moglie di quest'ultimo, la regina Eleonora di Castiglia. Vi si trovano gli appartamenti reali.
Alcune parti, come ponti e corridoi, furono ricostruiti nell'Ottocento..
La "Gloriette" veniva adibita soprattutto a casa estiva, dove le dame del castello si univano a pranzo.

#### Fountain's Court
La cosiddetta "Fountain's Court" è la corte attorno alla "Gloriette" e risale al 1280.

#### Maiden's Tower
La "Maiden's Tower" deve il suo nome (attribuitole nel XIX secolo) al fatto che un tempo, sotto re Riccardo II d'Inghilterra, vi fu reclusa una ragazza, tale Christina Hayde.

La torre fu convertita in abitazione in epoca Tudor ed ampliata, con l'aggiunta di merlature, nel corso del XVIII secolo.

### Parco
Il parco che circonda il castello fu progettato da Lancelot "Capability" Brown (1716 - 1783).
Il parco ospita, tra l'altro, un labirinto con una grotta, una voliera, un campo da golf, un giardino con erbe medicinali, ecc.

#### Labirinto
Una delle attrazioni del parco del castello è il labirinto, progettato da Vernon Gibberd ed abbellito da 2 400 alberi di tasso, il cui innesto risale al 1988.

#### Culpeper Garden
Il "Culpeper Garden" è un giardino tipico dei cottage inglesi, che risale al 1980. Vi si trovano varie specie di fiori, come: rose, garofani, papaveri, ecc.

#### Voliera
Un'altra delle attrazioni del parco è la voliera, aperta nel 1988 e che ospita oltre cento specie di uccelli provenienti da ogni parte del mondo, in ossequio ad una tradizione introdotta dell'ultima proprietaria, Lady Baillie, che introdusse nel castello dei cigni neri nel 1930 ed iniziò a "collezionare" uccelli viventi a partire dal 1957. 

Nelle 48 gabbie della voliera, si possono ammirare, tra gli altri: aquile, avvoltoi, falchi, gufi, pavoni, tucani, ecc.

### Interni

#### Henry VIII Banqueting Hall
La sala ha un soffitto in legno e un pavimento in ebano.
Nella sala si trova un ritratto di Enrico VIII.

#### Queen's Gallery
Nella sala, vi si trova, tra l'altro un trittico della Vergine Maria col Bambino.

#### Queen's Bedroom e Queen's Bathroom
In queste sale sono state ricostruite le stanze usate da Caterina di Valois (1401 - 1437), moglie di Enrico V.

#### Dog Collar Museum
Il "Dog Collar Museum" è un curioso museo che ospita cento varietà di collari usati dai cani appartenuti alle proprietarie del castello e risalenti ai secoli XV secolo - XVII.

## Leggende
Secondo una leggenda, il castello sarebbe abitato dal fantasma di un grosso cane nero, la cui apparizione sarebbe un presagio di morte.

## Il castello di Leeds nella cultura di massa
- Nel 1949, furono girate nel castello alcune scene del film Kind Hearts and Coronets[28]
- Nel castello vennero girate alcune scene di un episodio della sesta stagione della serie televisiva  Magnum, P.I.[29]
- Nel castello vennero girate alcune scene di un episodio della sedicesima stagione della serie televisiva Doctor Who, intitolato The Androids of Tara[30]
- Nel dicembre del 2008, furono girate alcune scene nel labirinto del castello per il film The Rapture[31]

## Grandi eventi musicali e spettacoli svoltisi nel castello
- Nel settembre del 1999, il castello ospitò due concerti da tutto esaurito di Elton John[32][33]

## Curiosità
- Nella città di Fairfax, in Virginia, si trova, grazie a Thomas Fairfax, sesto signore di Fairfax, un orologio che mostra sia l'ora locale che quella del villaggio di Leeds[34]